# Delays
Delays es una banda de rock , parte del movimiento indie, surgida en Southampton, Inglaterra, y conformada por dos pares de hermanos: Greg Gilbert (guitarra y letras) y Aaron Gilbert (sintetizador) y Rowly (batería) y Colin Fox (bajo). Son conocidos por el falsete de Greg Gilbert y un sonido propio identificado por los agudos del sintetizador.

## Discografía

### Álbumes
- Faded Seaside Glamour (lanzado el 5 de abril de 2004) 17
- You See Colours (lanzado el 6 de marzo de 2006) 24
- Everything's the rush (lanzado el 5 de mayo de 2008)
- Star Tiger, Star Ariel (junio del 2010)